# Piero Fornasetti
Piero Fornasetti, född 10 november 1913, död 15 oktober 1988, var en italiensk konstnär, scenograf och formgivare.
På 1930-talet gjorde han inredningar tillsammans med Giò Ponti. Han formgav under 1950-talet möbler och keramik med trompe l'œileffekter såsom stolarna Lyre & Sun, Moor och Raggiera. Han har även formgett cyklar och andra bruksföremål. Svenskt Tenn har varit återförsäljare av Fornasettis produkter i Sverige.

### Fotnoter
1. ↑  Piero Fornasetti, RKDartists (på engelska), RKDartists-ID: 118376.[källa från Wikidata]
2. 1 2  Nationalmuseum, Nationalmuseum aktör-ID: 2165369, läst: 9 oktober 2017.[källa från Wikidata]
3. ↑  SNAC, SNAC Ark-ID: w6gn04t4, läs online, läst: 9 oktober 2017.[källa från Wikidata]
4. ↑  Discogs, Discogs artist-ID: 2287309, läst: 9 oktober 2017.[källa från Wikidata]
5. ↑  Library of Congress Authorities, USA:s kongressbibliotek, id-nummer i USA:s kongressbiblioteks katalog: n91035905, läst: 9 december 2019.[källa från Wikidata]